# Кампиле
Кампиле (фр. Campile, корс. Campile) — коммуна во Франции, находится в регионе Корсика. Департамент коммуны — Верхняя Корсика. Входит в состав кантона Голо-Морозалья. Округ коммуны — Бастия.
Код INSEE коммуны — 2B054.

## Население
Население коммуны на 2008 год составляло 193 человека.
| 1962 | 1968 | 1975 | 1982 | 1990 | 1999 | 2008 |
| ---- | ---- | ---- | ---- | ---- | ---- | ---- |
| 222  | 304  | 232  | 242  | 196  | 199  | 193  |

## Экономика
В 2007 году среди 102 человек в трудоспособном возрасте (15—64 лет) 58 были экономически активными, 44 — неактивными (показатель активности — 56,9 %, в 1999 году было 49,5 %). Из 58 активных работали 52 человека (36 мужчин и 16 женщин), безработных было 6 (2 мужчины и 4 женщины). Среди 44 неактивных 7 человек были учащимися или студентами, 9 — пенсионерами, 28 были неактивными по другим причинам.

## Достопримечательности
- Церковь св. Петра и св. Павла
- Фонтан San Petru на церковной площади
- Часовни

## Фотогалерея

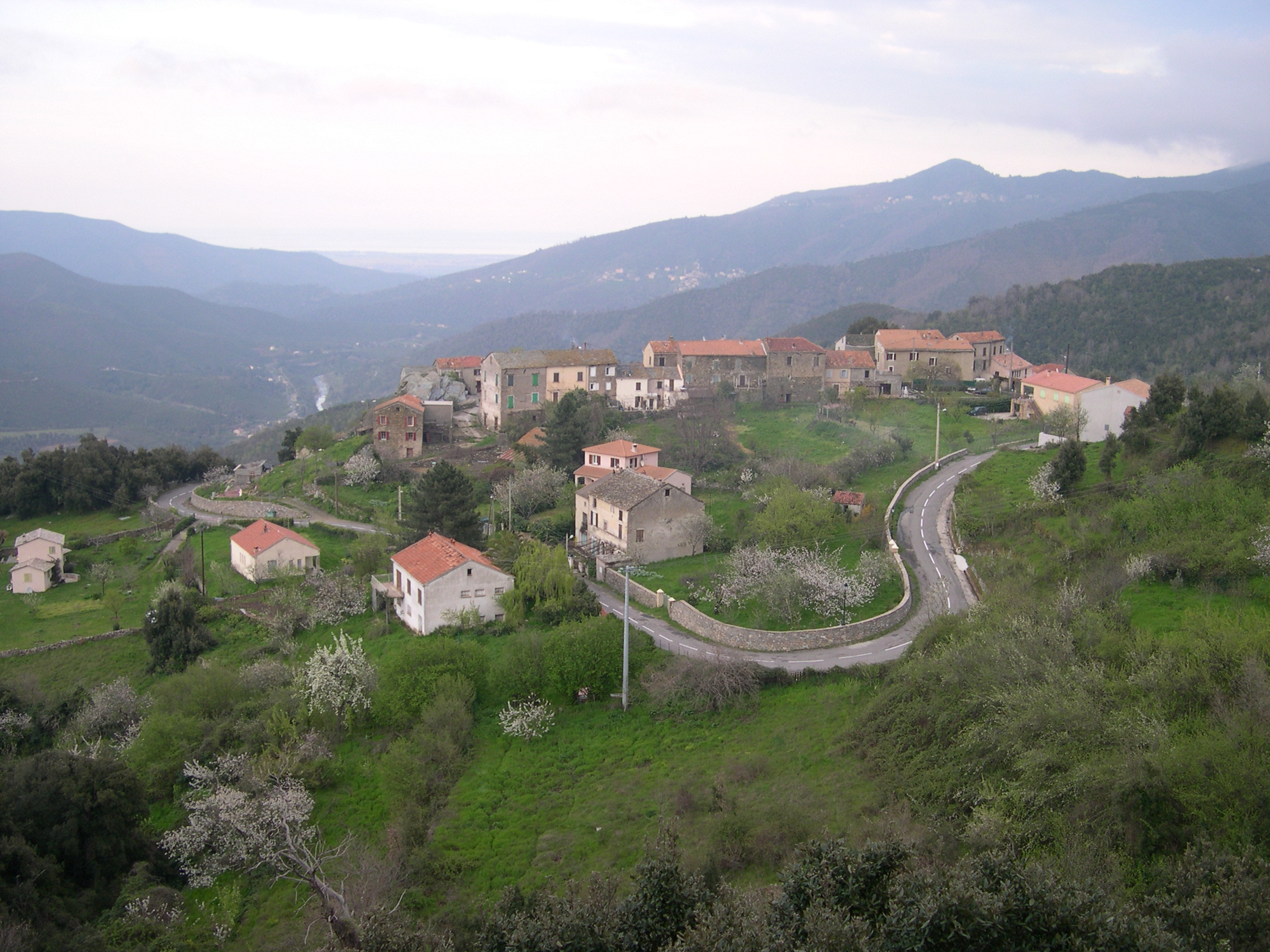
Кампиле
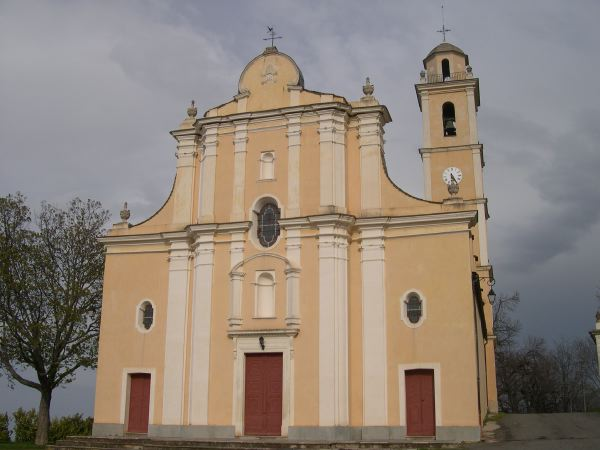
Церковь св. Петра и св. Павла